# Sedia n. 1
Sedia n.1 è un componente d'arredo progettato dal designer italiano Enzo Mari nel 1974; esso anticipa il concetto di "do it yourself" sviluppato da IKEA.

## Storia
Enzo Mari, artista, architetto e designer disegna Sedia n.1 nel 1974.
La seduta fa parte del progetto "Autoprogettazione", serie di complementi d'arredo costituiti da semplici assi di legno inchiodate.
Il progetto consiste nel dare materiale e istruzioni all'utente in modo che da solo realizzi le forniture.
In questo modo il fruitore apprende semplici metodi di costruzione e di progettazione. Mari sostiene che il design è tale solo se comunica conoscenza.
Un altro concetto di fondo sta nel celebrare un mondo in cui la dignità del lavoro non è alienata.
I primi modelli vengono realizzati con l'aiuto di Simon international.
Il progetto viene presentato per la prima volta alla mostra "proposta per un'autoprogettazione" nel 1974.
Mari fu criticato dai colleghi artisti e designer; poiché costringeva le persone che acquistavano il prodotto a montarlo, ciò andava contro l'idea di design degli anni settanta.
Dopo le prime critiche il progetto fu pubblicato sotto forma di istruzioni con il nome "Autoprogettazione?" da Corraini editore.
Dopo 35 anni Artek sposa, in ritardo, la filosofia di Mari e nel 2008 inizia a produrre le tavole di legno e le istruzioni.

## Descrizione
In linea con il concept del progetto, l'acquirente della sedia riceverà un set di componenti in legno già tagliati, i chiodi e le istruzioni per l'assemblaggio. La Sedia n. 1 è un prodotto emblematico di Enzo Mari, famoso non solo come designer ma anche come pensatore e provocatore. 
La seduta è alta 850 mm, larga 500 mm. L'altezza della seduta è 470 mm e la sua profondità è 520 mm. Il comfort dell'oggetto è garantito dall'inclinazione della seduta studiata secondo l'ergonomia umana.

### Componenti
I componenti della Sedia n. 1 sono realizzati tutti in legno di pino non trattato; questo per abbattere il costo di vendita.
Acquistando la seduta l'utente verrà fornito di tutti i chiodi e tavole necessari per l'assemblaggio, e di componenti extra per la prova di montaggio.
Di seguito la tabella dei componenti con le misure espresse in millimetri.
| Componente               | Base x spessore | Altezza | N° pezzi |
| ------------------------ | --------------- | ------- | -------- |
| Seduta                   | 200 x 25        | 520     | 2        |
| Fronte/Retro e Schienale | 200 x 25        | 520     | 3        |
| Laterali                 | 200 x 25        | 470     | 2        |
| Sostegno schienale       | 50 x 25         | 610     | 2        |
| Gambe                    | 50 x 25         | 460     | 4        |

## Senso dell'oggetto

### Componenti figurative e tassiche[4].

#### Componenti figurative
Sedia n. 1 evoca nell'immaginario collettivo l'idea di una seduta "povera", autocostruita, poiché realizzata con materiali semplici e lavorazioni non complesse.
La filosofia progettale del designer trova massima espressione in questa realizzazione.

#### Componenti tassiche
Le componenti tassiche sono i risultati dell’analisi degli elementi che compongono l’oggetto.
L’oggetto presenta quattro elementi verticali atti a sostenere una struttura quadrata che servirà da supporto per un piano orizzontale. Questi oggetti sono le gambe e la seduta.
Altri due elementi verticali, angolati all’indietro, sostengono una tavola trasversale andando a comporre così lo schienale con relativo supporto.
Il rispetto di determinate dimensioni e angolature conferisce all’oggetto comodità, ergonomia e funzionalità.
La progettazione dimensionale della seduta, si presta all’utilizzo di una sola persona per volta.

### Categorie plastiche[5].

#### Categorie topologiche
Ad una vista frontale dell’oggetto, le relazioni di alto/basso sono le più plausibili: in alto appare una tavola trasversale che funge da schienale. In opposizione troviamo uno spazio “semivuoto” dove ci sono solo le quattro gambe che fungono da sostegno e da appoggio, che saranno quindi a contatto con il pavimento e aiutano a comprendere come la seduta vada posizionata nelle spazio.
Ad una vista laterale dell’oggetto, appare l’opposizione dei termini avanti/dietro. La presenza dello schienale evidenzierà la parte topologica più arretrata dell’oggetto, mentre la parte più avanzata sarà rappresentata dall’assenza dello stesso.
L’opposizione sotto/sopra è dettata dalla presenza del piano orizzontale, ovvero della seduta dell’oggetto.
Identificheremo con “sotto” la zona che accoglie le gambe della sedia, con "sopra" la zona che accoglie lo schienale.

#### Categorie eidetiche
L’opposizione di coppie di termini contrari, quali rettilineo/curvilineo, qui non si rende valida, poiché la sedia è composta di soli elementi aventi forma di parallelepipedo e presenta quindi un andamento rettilineo e squadrato. 
È opportuno all’interno dell’andamento rettilineo ulteriori opposizioni quali slanciato/piatto riferito agli elementi di supporto come gambe e porta schienale che denotano una differenza con la seduta e lo schienale che appaiono invece piuttosto piatti ed ampi.

#### Categorie cromatiche
Essendo mono materica, la sedia presenta il cromatismo tipico del legname di pino, ovvero è possibile identificare un'opposizione tra chiaro/scuro riferita alla variazione di colore delle venature legnose.
Un'ulteriore opposizione può essere introdotta a causa dei materiali utilizzati. 
Avendo infatti il legno e i chiodi di metallo si potrebbe parlare rispettivamente di opaco/lucido, caldo/freddo.

#### Valori
Le scelte del designer trasmettono valori di praticità, semplicità, solidità, robustezza ed economicità.
Il materiale utilizzato, insieme all'essenzialità della forma, esprimono praticità, evocando nell'utente l'archetipo di seduta tradizionale.
Aspetto dato dalla sostanzialità del materiale utilizzato che inoltre esprime solidità e robustezza.
La figuratività dell'oggetto fa emergere la sua semplicità data dall'utilizzo di un materiale "povero" come il legno di pino non trattato e dalla essenzialità della lavorazione.
I valori di criticità sono legati all'ecosostenibilità del prodotto che ha un basso impatto ambientale.
La seduta trasmette valori di utopicità. L'utente assemblandola da sé si identifica nella figura del bricoleur e nella figura del progettista poiché assemblandola comprende come gli elementi costitutivi interagiscano nel formare la seduta.
Il fare ha conseguenze dirette sull'essere, l'utente acquisisce conoscenze, si forma una cultura.

## Fortuna critica
Tutto ciò che ci circonda è forma, che sia artificiale o naturale. Forma è il significato dell'oggetto, il motivo stesso per cui viene costruito. Il problema della forma è ricercarne l'essenza e coerenza. Enzo Mari dice che quando si raggiunge l'essenzialità di forma si ha
anche la qualità: "la qualità della forma emerge indipendentemente dalle ragioni banali della tecnica e del mercato, che oggi sono sempre in rapida trasformazione." Quando l'essenzialità della forma non viene trovata, entra in gioco il formalismo, che, secondo Enzo Mari, è un insieme di forme inutili senza un rigore logico che allontano l'oggetto dal suo vero essere; Enzo Mari lo definisce un abbellimento ignorante e incapace: "La forma di un
oggetto è una e solo una." Scoprire l'essenza della forma significa permettere la conoscenza dell'oggetto, data dalla sua coerenza storica, insieme di norme, attraverso le scienze e l'espressione. E in questo senso il design è design se comunica conoscenza.

## Progetti esterni

### Progetto Botschafter
La sedia Botschafter è realizzata in legno di pino e elementi in legno provenienti dalle navi dei rifugiati che arrivano a Lampedusa. La combinazione del dibattito sui rifugiati con il concetto di Enzo Mari ha aperto nuove possibilità di design: è così che è nato il progetto Botschafter..